# 随府
随府（1533年—？），字子修，號龍槐，山東兖州府魚臺縣人，民籍，明朝政治人物。

## 生平
嘉靖四十三年（1564年）甲子科山東鄉試第五十七名舉人。嘉靖四十四年（1565年）中式乙丑科會試第二百三名，三甲第三十一名進士。工部观政，本年六月授滑县知县，隆慶二年（1568年）三月调迁安县，三年十月升太平府同知，五年四月升河南佥事，九月调大同兵备，万历二年（1574年）二月升密云兵备副使，闰十二月听勘。三年六月以佥事降调。四年六月山东鱼台县民屈琛上奏在乡官员随府夺取受业老师家产等违法之事，被巡按御史讯问。十九年十月補保定府祁州知州，十一月升陕西行太仆寺少卿兼佥事、管理苑马池兵粮屯种水利盐法。二十年三月升参议，管河西道事，時哱拜反明，攻破宁夏镇，随府身带关防从城上跳下，伤臂不能动，反贼派四人下城捉回随府，总兵董一奎遣人往救，无听者，竟绑府上城。十月哱拜、哱承恩父子被剿灭后，随府以临難贪生，被工科给事中曹大咸弹劾，被锦衣卫逮问，二十一年充军。

## 家族
曾祖随源；祖父随時；父随鵾，知縣贈佥事。母韓氏，封太宜人。兄随廕（举人）、随萬、随演業（庠生）、弟随芳、随遇。